# Фёдор Любартович
Фёдор Любартович (или Фёдор Дмитриевич; 1351 — август 1431, Владимир-Волынский) — великий князь волынский (1383—1390/1392; 1431), новгород-северский (1394—1405) и жидачовский (1400—1431), первый и последний правитель русской Лодомерии (Волыни) и последний галицко-волынский правитель (из рода Гедиминовичей). Сын Любарта (Дмитрия) Гедиминовича и Ольги-Агафьи Ростовской, представитель галицко-волынских Гедиминовичей.
Фёдор Любартович начал править после смерти отца. Однако к тому моменту Галицкое княжество уже было разделено между Польшей и Литвой (после заключения Кревской унии 1385 года), а за Волынские земли шла война. В 1386 году грамотой, данной 11 мая в Луцке, Ягайло и Витовт отдали отнятый у Фёдора Любартовича город Острог с уездом и городами Заславом, Корцем и Хлопотиным в наследное владение князю Федору Даниловичу Острожскому с его потомством (согласно другим источникам — подтвердили его права на Острог и дали ему города Корец и Заслав с многими сёлами). Фёдор Любартович с братьями Лазарем и Семёном, а также с матерью Ольгой был вынужден подтвердить привилей для князя Федора Острожского. В том же году некоторое время пребывал в «заложниках» в Кракове, куда был направлен в качестве гаранта исполнения Ягайло (его двоюродным братом) своих обязательств перед Польшей.
В 1387 году утратил Луцкое княжество и остался правителем только во Владимире-Волынском. В 1390 году потерял свои последние владения. Война за земли бывшего Галицко-Волынского княжества окончательно завершилась в 1392 году подписанием Островского соглашения. По нему Польша получила Галицкое княжество, Белз и Холм, а Литва — Владимир-Волынский и Луцк. После этого Фёдор Любартович был лишен последних земельных владений на Волыни.
В 1393 года вместе Волыни получил Новгород-Северское княжение (отбитое Витовтом у Корибута Ольгердовича), принес присягу королю Ягайло и королеве Ядвиге. В 1397—1398 годах некоторое время находился с князем Свидригайло, еще одним своим двоюродным братом, в Венгрии. В 1400 году получил княжение в Жидачове после смерти Фёдора Ольгердовича. Король Ягайло хорошо относился к двоюродному брату и называл его «Федюшкой».
Летом 1431 года началась Луцкая война — гражданская война между Ягайло и Свидригайло. В ходе нее в июне 1431 года король вернул Фёдору Любартовичу княжение во Владимире-Волынском, но княжил он там недолго. В августе 1431 года Федор Любартович скончался.
Фёдор Любартович основал василианский монастырь в Униве.
Имел сына Андрюшка (ум. ок. 1438), княжившего в Коропце.